# Гиперпространство (фантастика)
Гиперпространство (от гипер- и пространство) в фантастике — многомерное пространство с более чем четырьмя измерениями, позволяющее при переходе в него перемещаться в нужное место со скоростью, превышающей скорость света.

## Классификация
Варианты гиперпространства в фантастике можно классифицировать на две основные группы:
- варианты, сводящиеся к физической идее вложения обычного пространства в гиперпространство, имеющее более четырех измерений. Наше пространство представляется как брана, вложенная в гиперпространство с искривлениями и складками, что позволяет, например, войдя в него, быстро попасть с одной складки на другую, если эти складки находятся близко друг от друга в гиперпространстве;
- варианты без вложенности обычного пространства в гиперпространство. В этом случае гиперпространство может выглядеть как некоторое необычное фантастическое пространство с необычными (движение быстрее света) или парадоксальными свойствами. Иногда переход в гиперпространство в этом случае может описываться так, как будто обычное пространство меняет в процессе перехода свои свойства, становясь гиперпространством.

## Примеры

### Кино и телевидение
- Отроки во Вселенной (1974): благодаря гиперпространству звездолёт «Заря» долетают до звезды Шедар за один год.
- В сериале «Вавилон-5» гиперпространство широко используется большинством представленных в сериале цивилизаций. Гиперпространство представлено как отдельно существующее пространство, вход в которое осуществляется через зону перехода.
- В фильме «Звёздные войны» и аниме-сериале «Cowboy Bebop» гиперпространство используется для быстрого перемещения от одной планеты (системы) к другой в пределах галактики.
- В сериалах «Звездные врата SG-1»,«Звездные врата:Атлантида»,«Звездные врата:Вселенная» гиперпространство используется практически во всех космических кораблях, шаттлах, прыгунах и т. д. Для перемещения из одной системы планет или галактики в другую.
- В фильме Интерстеллар (2014) команда под руководством пилота Джозефа Купера встречается с гиперпространством внутри кротовой норы, ведущей к другой галактике. При этом, в гиперпространстве у команды не было возможности управлять кораблём, а можно было только наблюдать и записывать происходящее.